# Kosmaczek

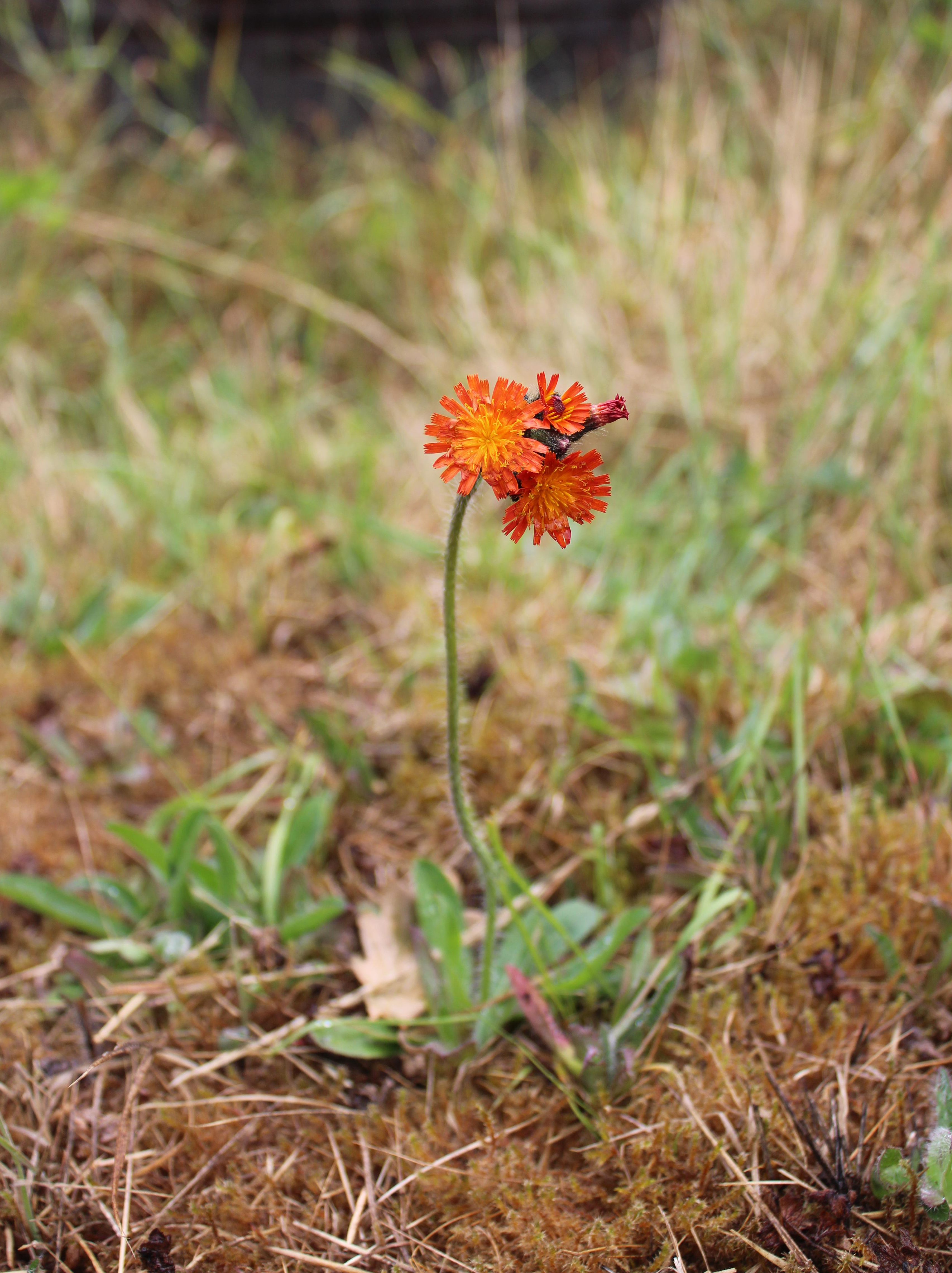
Kosmaczek pomarańczowy

Kosmaczek (Pilosella Hill) – rodzaj roślin z rodziny astrowatych,  w niektórych ujęciach systematycznych także podrodzaj w obrębie rodzaju jastrzębiec Hieracium subsp. Pilosella. Jest to takson bardzo problematyczny. Obejmuje od ok. 250 gatunków do ponad 800, z czego tylko ok. 110 to tzw. gatunki główne, podczas gdy reszta to ich mieszańce rozmnażające się zwykle za pomocą apomiksji. W Europie i basenie Morza Śródziemnego zidentyfikowano ok. 20 gatunków podstawowych, nie będących mieszańcami z krótkoterminowej perspektywy ewolucyjnej, i 122 gatunki zbiorowe będące mieszańcami dwóch i większej liczby gatunków podstawowych. Zasięg rodzaju obejmuje całą Europę, północno-zachodnią Afrykę oraz Azję, z wyjątkiem jej południowej i wschodniej części. Jako rośliny introdukowane przedstawiciele rodzaju obecni są na Dalekim Wschodzie, w Ameryce Północnej i Australii. W 2020 w wykazie flory polskiej ujęto 50 gatunków z tego rodzaju, z czego 10 to gatunki główne, a pozostałe są mieszańcami (gatunki występujące w Polsce w podanym dalej wykazie wyróżniają się polskimi nazwami zwyczajowymi).

## Morfologia

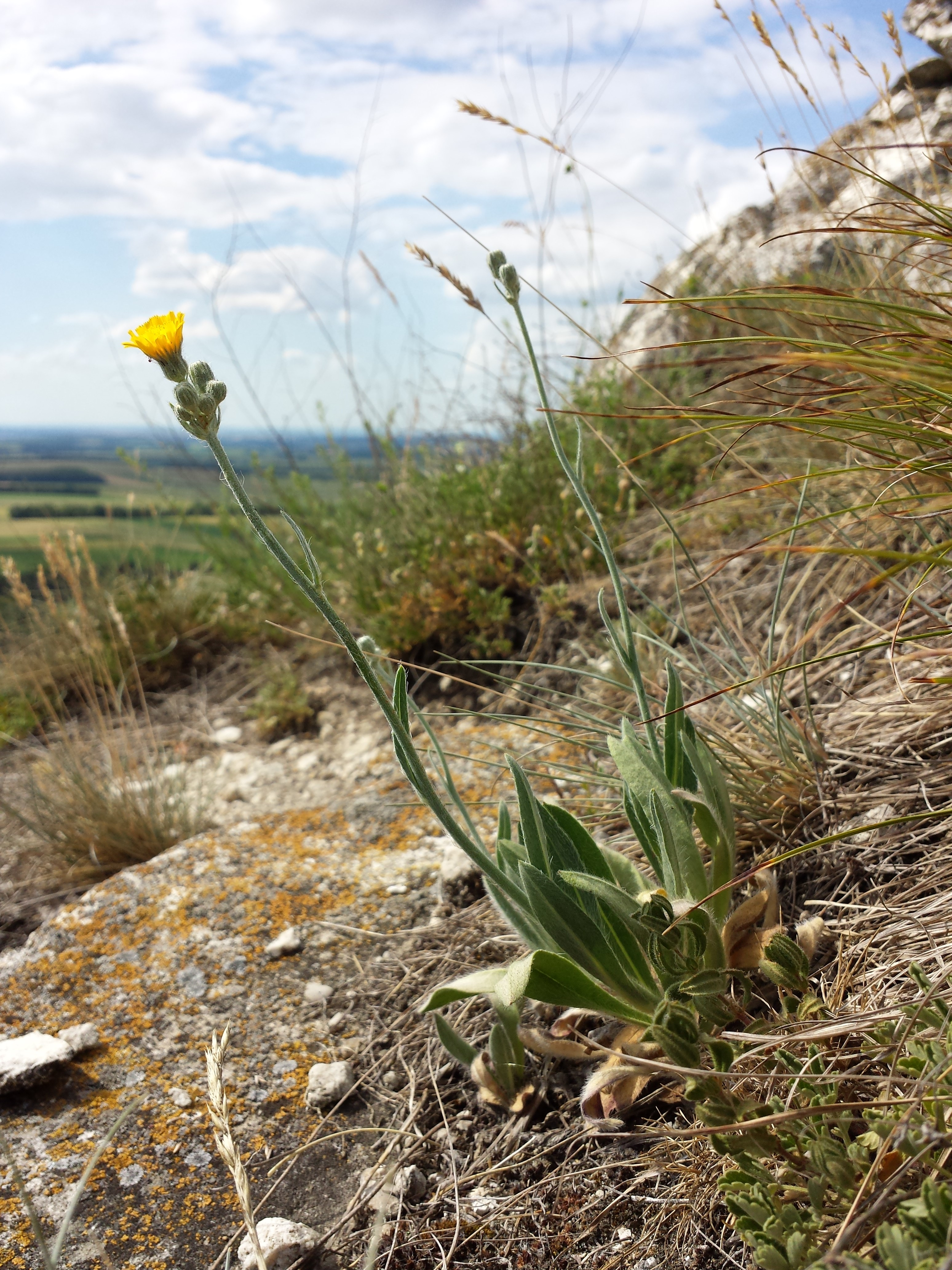
Kosmaczek żmijowcowaty

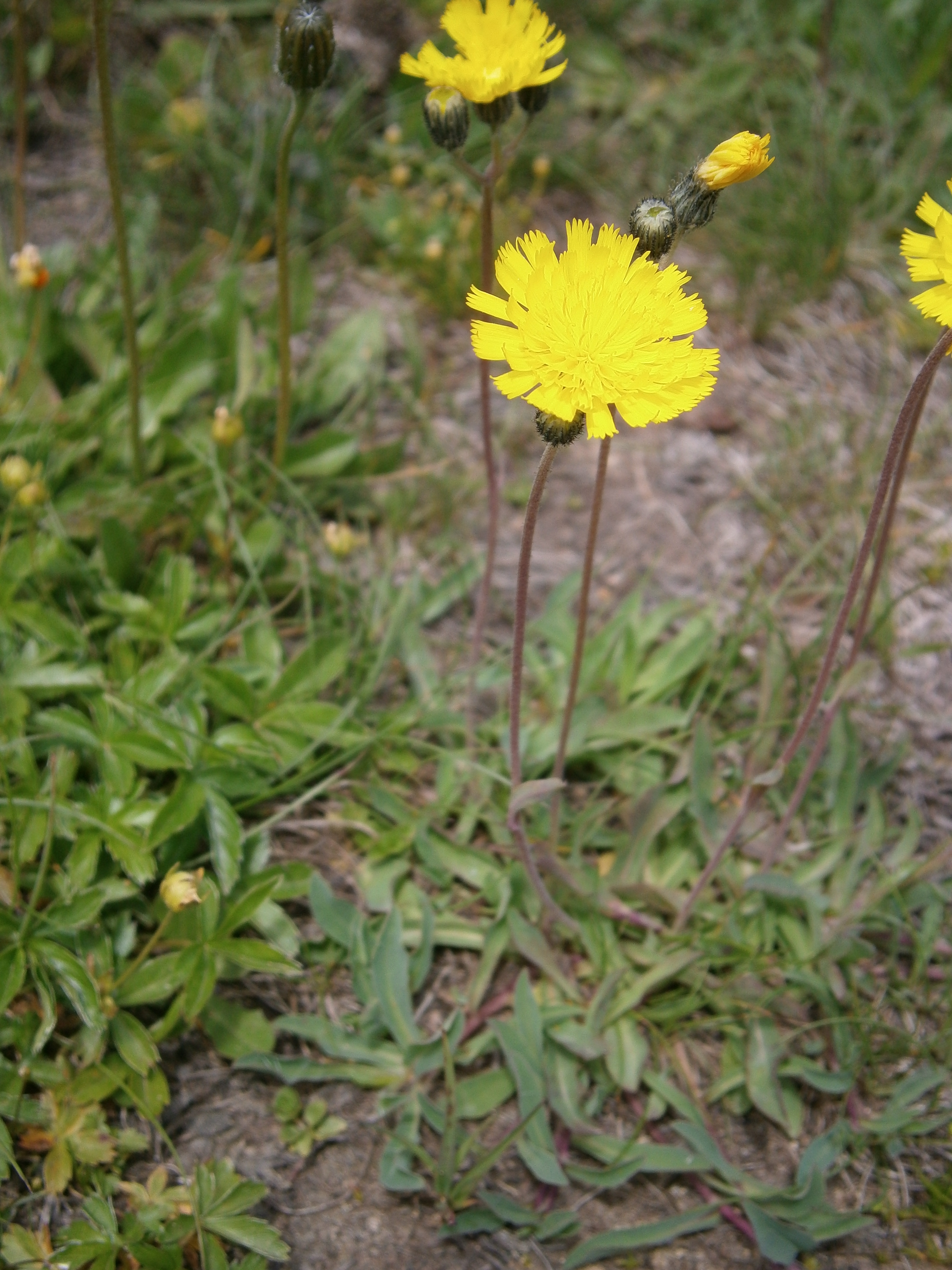
Kosmaczek gronkowy

PokrójByliny zwykle z rozłogami. Łodyga jest pojedyncza lub jest ich kilka, są rozgałęzione lub nierozgałęzione.
LiścieOdziomkowe, skupione w rozetę przyziemną, zwykle utrzymujące się do czasu kwitnienia. Liście łodygowe, jeśli są także obecne, to zwykle są nieliczne (rzadko, ale bywają też liczne). Liście są zwykle siedzące i całobrzegie, rzadko ząbkowane.
KwiatyZebrane w koszyczki tworzące się pojedynczo na szczycie pędu lub po kilka albo w większej liczbie, w formie baldachogroniastych kwiatostanów złożonych. Okrywy są jajowate do półkulistych, zwykle o średnicy od 6 do 10 mm, rzadziej od 4 do 14 mm. Listki okrywy wyrastają w kilku nieregularnych rzędach, mają kształt zwykle równowąsko-lancetowaty, rzadko jajowato-lancetowaty. Dno koszyczka jest płaskie, nagie i dołeczkowane. Kwiaty w koszyczku są tylko języczkowe, na szczycie łatki korony z 5 ząbkami, barwy zwykle żółtej, czasem pomarańczowej, jasnożółtej, zewnętrzne bywają czerwono kreskowane.
OwoceNiełupki walcowate lub owalne, krótkie (do 2,5 mm, zazwyczaj osiągające od 1 do 2 mm długości) zwykle z 10 żeberkami, silniej wypukłymi w szczytowej części owocu. Żeberka te nie są połączone na jego szczycie w pierścień. Włoski puchu kielichowego wyrastają w jednym rzędzie, są proste, nierozgałęzione, białe lub szarawe.
Rodzaje podobneJastrzębce Hieracium nie wykształcają rozłogów, mają większe owoce (zazwyczaj od 2,5 do 5 mm) z włoskami puchu kielichowego w dwóch rzędach i żeberkami na owocu zrośniętymi na szczycie w pierścień, jednakowo wypukłymi wzdłuż całego owocu.

## Systematyka
Pozycja systematyczna

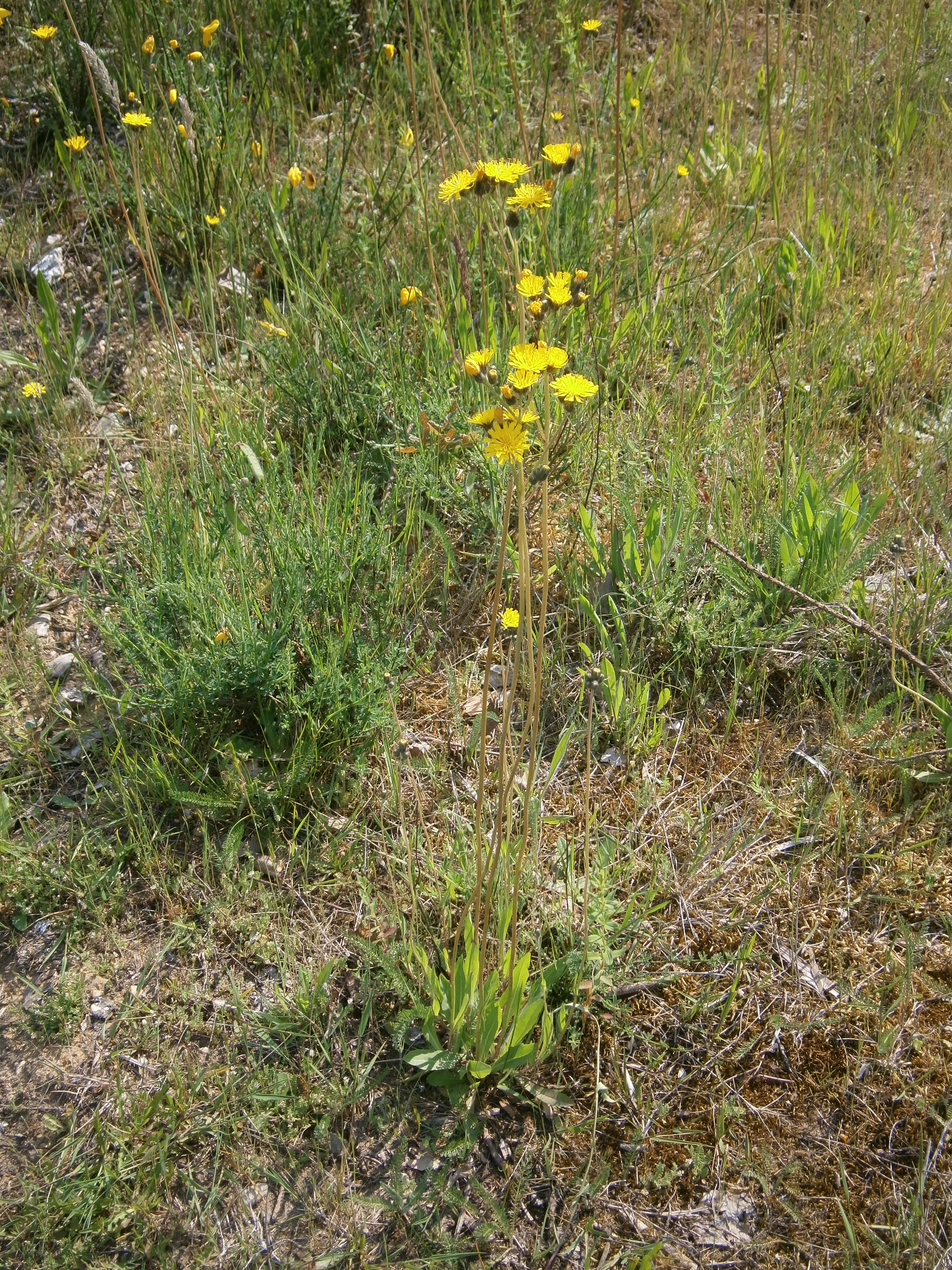
Kosmaczek wysoki

Rodzaj z podplemienia Hieraciinae z plemienia Cichorieae z podrodziny Cichorioideae w robrębie rodziny astrowatych Asteraceae.
W niektórych ujęciach systematycznych ma rangę podrodzaju w obrębie rodzaju jastrzębiec Hieracium subsp. Pilosella. Wyodrębniany jest jednak jako rodzaj we współczesnych bazach danych taksonomicznych takich jak np.: „Compositae – The Global Database”, „Plants of the World Online”, „The Euro+Med Plantbase Project”, czy też w wydaniu krajowej listy flory polskiej z 2020 roku.
Wykaz gatunków
- Pilosella abakurae (Schelk. & Zahn) Soják
- Pilosella acutifolia (Vill.) Arv.-Touv. – kosmaczek ramienisty
- Pilosella adenocantabrica Mateo & Egido
- Pilosella adenogaliciana Mateo & Egido
- Pilosella aiboensis (Mateo & Egido) Mateo, Egido & E.Fidalgo
- Pilosella aletschensis (Zahn) Soják
- Pilosella alpicola (Schleich. ex Hoppe) F.W.Schultz & Sch.Bip.
- Pilosella alturgelliana Mateo
- Pilosella amaurocephala (Peter) Soják
- Pilosella anchusoides Arv.-Touv.
- Pilosella aneimena (Nägeli & Peter) Soják
- Pilosella anobrachia (Arv.-Touv. & Gaut.) S.Bräut. & Greuter
- Pilosella apatelia (Nägeli & Peter) Soják – kosmaczek zwodniczy
- Pilosella aranii Mateo
- Pilosella arbasiana Mateo & Egido
- Pilosella argyrocoma (Zahn) F.W.Schultz & Sch.Bip.
- Pilosella argyrogaliciana Mateo & Egido
- Pilosella argyrolegionensis Mateo & Egido
- Pilosella arida (Freyn) Soják
- Pilosella arnoseroides (Nägeli & Peter) Soják
- Pilosella arvicola (Nägeli & Peter) Soják – kosmaczek ścierniskowy
- Pilosella atramentaria (Nägeli & Peter) Soják – kosmaczek atramentowy
- Pilosella aurantella (Nägeli & Peter) Soják
- Pilosella aurantiaca (L.) F.W.Schultz & Sch.Bip. – kosmaczek pomarańczowy
- Pilosella auriculiformis (Fr.) F.W.Schultz & Sch.Bip.
- Pilosella auriculoides (Láng) Arv.-Touv. – kosmaczek pannoński
- Pilosella balansae (Boiss.) S.Bräut. & Greuter
- Pilosella basifurca (Peter) Soják
- Pilosella bauhini (Schult.) Arv.-Touv. – kosmaczek Bauhina
- Pilosella biflora Arv.-Touv.
- Pilosella bifurca (M.Bieb.) F.W.Schultz & Sch.Bip. – kosmaczek rozwidlony
- Pilosella biglana (Bornm. & Zahn) S.Bräut. & Greuter
- Pilosella billyana (de Retz) Mateo
- Pilosella blaui (B.Schütt & Zahn) Gottschl.
- Pilosella blyttiana (Fr.) F.W.Schultz & Sch.Bip. – kosmaczek ognisty
- Pilosella bodewigiana (Zahn) Soják
- Pilosella bonaquae (Buttler & W.Lippert) S.Bräut. & Greuter
- Pilosella brachiata (Bertero ex DC.) F.W.Schultz & Sch.Bip.
- Pilosella brachycoma (Nägeli & Peter) H.P.Fuchs
- Pilosella breviscapa (DC.) Soják
- Pilosella bryhnii (Blytt ex Omang) Soják
- Pilosella brzovecensis (Horvat & Pawł.) Soják
- Pilosella budensis (Borbás) Soják
- Pilosella bulgarica Szeląg & Vladimir.
- Pilosella byzantina (Boiss.) P.D.Sell & C.West
- Pilosella caballeroi (Mateo) Mateo
- Pilosella caespitosa (Dumort.) P.D.Sell & C.West – kosmaczek łąkowy
- Pilosella calodon (Tausch ex Peter) Soják – kosmaczek ciepłolubny
- Pilosella calomastix (Nägeli & Peter) Soják – kosmaczek czerwonorozłogowy
- Pilosella capillata (Arv.-Touv.) Mateo
- Pilosella castellana (Boiss. & Reut.) F.W.Schultz & Sch.Bip.
- Pilosella caucasica (Nägeli & Peter) Sennikov
- Pilosella cernua (Fr.) F.W.Schultz & Sch.Bip. – kosmaczek zwieszony
- Pilosella chaetocephala (H.Hofmann) Holub
- Pilosella chaetophyton (Zahn) S.Bräut. & Greuter
- Pilosella chlorops (Nägeli & Peter) Soják – kosmaczek zielonookrywowy
- Pilosella cinereiformis (R.Meissn. & Zahn) S.Bräut. & Greuter
- Pilosella cinerosiformis (Nägeli & Peter) Soják
- Pilosella cochlearis Norrl. – kosmaczek ślimakowaty
- Pilosella corymbulifera (Arv.-Touv.) Arv.-Touv.
- Pilosella corymbuloides (Arv.-Touv.) S.Bräut. & Greuter
- Pilosella crassiseta (Peter) Soják – kosmaczek Fuckela
- Pilosella cymiflora (Nägeli & Peter) S.Bräut. & Greuter
- Pilosella cymosa (L.) F.W.Schultz & Sch.Bip. – kosmaczek wierzchotkowy
- Pilosella czerepninii Tupitz.
- Pilosella densiflora (Tausch) Soják – kosmaczek gęstokoszyczkowy
- Pilosella derubella (Gottschl. & Schuhw.) S.Bräut. & Greuter
- Pilosella deschatresii J.-M.Tison
- Pilosella dichotoma Soják
- Pilosella dimorphoides Norrl.
- Pilosella dubia (L.) F.W.Schultz & Sch.Bip. – kosmaczek wątpliwy
- Pilosella dublitzkii (B.Fedtsch. & Nevski) Tupitz.
- Pilosella dutartrei J.-M.Tison
- Pilosella echioides (Lumn.) F.W.Schultz & Sch.Bip. – kosmaczek żmijowcowaty
- Pilosella eglandulosa (Sudre) Mateo
- Pilosella eminens (Peter) Soják
- Pilosella erythrochrista (Nägeli & Peter) S.Bräut. & Greuter
- Pilosella erythrodonta (Zahn) Soják
- Pilosella euchaetia (Nägeli & Peter) Soják – kosmaczek płodny
- Pilosella euchaetiiformis (Zahn.) Gottschl.
- Pilosella fainensis Gottschl.
- Pilosella fallacina (F.W.Schultz) F.W.Schultz
- Pilosella fallax (Willd.) Arv.-Touv. – kosmaczek mylący
- Pilosella faurei Arv.-Touv.
- Pilosella flagellaris (Willd.) Arv.-Touv. – kosmaczek rozłogowy
- Pilosella flagellariformis (Gus. Schneid.) Soják – kosmaczek rozłogowaty
- Pilosella floribunda (Wimm. & Grab.) Fr. – kosmaczek kwiecisty
- Pilosella fontqueri (Pau) Mateo
- Pilosella frigidaria (Nägeli & Peter) Soják
- Pilosella fuernrohrii (Vollm.) S.Bräut. & Greuter
- Pilosella fulviseta (Bartol.) Soják
- Pilosella fusca (Vill.) Arv.-Touv.
- Pilosella fuscoatra (Nägeli & Peter) Soják – kosmaczek brunatny
- Pilosella galliciana (Pau) M.Laínz
- Pilosella glacialis (Reyn. ex Lachen.) F.W.Schultz & Sch.Bip.
- Pilosella glomerata (Froel.) Fr. – kosmaczek skupiony
- Pilosella grossheimii (Zahn) Coșkunç. & Beyazoğlu
- Pilosella gudarica Mateo
- Pilosella guthnikiana (Hegetschw. & Heer) Soják
- Pilosella halacsyi (Heldr. ex Halácsy) Soják
- Pilosella heterodoxa (Tausch) Soják
- Pilosella heterodoxiformis (Zahn) S.Bräut. & Greuter
- Pilosella heterogaliciana Mateo & Egido
- Pilosella heteromelana (Zahn) Mateo
- Pilosella hirtocastellana Mateo & Egido
- Pilosella hoppeana (Schult.) F.W.Schultz & Sch.Bip.
- Pilosella hybrida (Vill.) F.W.Schultz & Sch.Bip.
- Pilosella hyperborea (Fr.) F.W.Schultz & Sch.Bip.
- Pilosella hypeurocinerea Mateo & Egido
- Pilosella hypeurya (Peter) Soják
- Pilosella hypeurygenes (A.W.Hill) S.Bräut. & Greuter
- Pilosella hypoleuca Arv.-Touv.
- Pilosella iberoatlantica Mateo & Egido
- Pilosella ilgazensis Vladimir., Coșkunç. & Kit Tan
- Pilosella iserana (R.Uechtr.) Soják – kosmaczek izerski
- Pilosella kalksburgensis (Wiesb.) Soják – kosmaczek siwy
- Pilosella katunensis Tupitz.
- Pilosella kebeshensis (Stepanov) Tupitz.
- Pilosella koernickeana (Nägeli & Peter) Soják – kosmaczek Koernickiego
- Pilosella kozlowskyana (Zahn) Soják
- Pilosella kumbelica (B.Fedtsch. & Nevski) Sennikov
- Pilosella lactocantabrica Mateo & Egido
- Pilosella lactucella (Wallr.) P.D.Sell & C.West – kosmaczek gronkowy
- Pilosella laggeri (Sch.Bip. ex Rchb.) F.W.Schultz & Sch.Bip.
- Pilosella lamprocantabrica Mateo & Egido
- Pilosella lamprocoma (Nägeli & Peter) Schljakov
- Pilosella lamprogaliciana Mateo & Egido
- Pilosella lathraea (Peter) Soják
- Pilosella legiogudarica Mateo & Egido
- Pilosella legionensis Mateo & Egido
- Pilosella legiotremedalis Mateo & Egido
- Pilosella leptadeniiformis (Üksip) Tupitz.
- Pilosella leptoclados (Peter) Soják
- Pilosella leptophyton (Nägeli & Peter) S.Bräut. & Greuter – kosmaczek delikatny
- Pilosella leucopsilon (Arv.-Touv.) Gottschl.
- Pilosella levieri (Peter) Soják
- Pilosella litardiereana (Zahn) Soják
- Pilosella longiscapa (Nägeli & Peter) Sennikov – kosmaczek długołodygowy
- Pilosella longisquama (Peter) Holub
- Pilosella lydiae (Schischk. & Steinb.) Tupitz.
- Pilosella macranthela (Nägeli & Peter) Soják
- Pilosella macranthiformis (Zahn) S.Bräut. & Greuter
- Pilosella macrostolona (Gus.Schneid.) Soják – kosmaczek długorozłogowy
- Pilosella macrotricha (Boiss.) F.W.Schultz & Sch.Bip.
- Pilosella macutensis (K.Malý & Zahn) Soják
- Pilosella mampodrensis Mateo & Egido
- Pilosella maraniana Mateo & Egido
- Pilosella × maschukensis (Litv. & Zahn) Soják
- Pilosella massagetovii (Gamajun. ex Kamelin & Zuckerw.) Sennikov
- Pilosella mayeri (Vollm.) Soják
- Pilosella medioposita (Gottschl.) Gottschl.
- Pilosella megargyrocoma Mateo & Egido
- Pilosella megatricha (Borbás) Soják
- Pilosella × melinomelas (Peter) Holub
- Pilosella merxmuelleriana (S.Bräut.) S.Bräut. & Greuter
- Pilosella moechiadia (Peter) S.Bräut. & Greuter
- Pilosella montiberica Mateo & Egido
- Pilosella muscelii (Prodan) S.Bräut. & Greuter
- Pilosella neogelmii (Gottschl.) Gottschl.
- Pilosella neotremedalis Mateo
- Pilosella nevadensis (Arv.-Touv.) Mateo & Greuter
- Pilosella nigrogudarica Mateo & Egido
- Pilosella nigrolegionensis Mateo & Egido
- Pilosella niveocantabrica Mateo & Egido
- Pilosella niveocastellana Mateo & Egido
- Pilosella niveogaliciana Mateo & Egido
- Pilosella noguerensis Mateo
- Pilosella norrliniiformis (Pohle & Zahn) Soják
- Pilosella notha (Huter) S.Bräut. & Greuter
- Pilosella novosibirskensis Tupitz.
- Pilosella obornyana (Nägeli & Peter) Soják – kosmaczek Oborniego
- Pilosella occidentalis (Nyár.) Soják
- Pilosella officinarum Vaill. – kosmaczek pospolity
- Pilosella onegensis Norrl. – kosmaczek oneski
- Pilosella oroasturica Mateo & Egido
- Pilosella orogaliciana Mateo & Egido
- Pilosella orolegionensis Mateo & Egido
- Pilosella pachycymigera (Gottschl.) Gottschl.
- Pilosella pachypilon (Peter) Soják
- Pilosella pannoniciformis (Litv. & Zahn) Soják
- Pilosella panticosae Mateo
- Pilosella paragoga (Nägeli & Peter) Soják – kosmaczek złudny
- Pilosella paragogiformis (Besse & Zahn) Soják
- Pilosella pavichii (Heuff.) Holub
- Pilosella pavichiodes S.Bräut. & Greuter
- Pilosella × pawlowskiellum (Merxm.) Holub
- Pilosella peleteriana (Mérat) F.W.Schultz & Sch.Bip.
- Pilosella permutata (Nägeli & Peter) Soják
- Pilosella petraea F.W.Schultz & Sch.Bip.
- Pilosella pieriana Gottschl. & Dunkel
- Pilosella piloselliflora (Nägeli & Peter) Soják – kosmaczek kosmaczkokwiatowy
- Pilosella pilosellina (F.W.Schultz) F.W.Schultz & Sch.Bip. ex Soják
- Pilosella piloselloides (Vill.) Soják – kosmaczek wysoki
- Pilosella pinea (Schischk. & Serg.) Tupitz.
- Pilosella pintodasilva (de Retz) Mateo
- Pilosella plaicensis (Woł.) Soják
- Pilosella polioderma (Dahlst.) Soják
- Pilosella polymastix (Peter) Holub
- Pilosella portae (Willk. ex T.Durand & B.D.Jacks.) Mateo & Greuter
- Pilosella procera (Fr.) F.W.Schultz & Sch.Bip.
- Pilosella procerigena (Litv. & Zahn) Sennikov
- Pilosella promeces (Peter) Holub
- Pilosella prussica (Nägeli & Peter) Soják – kosmaczek pruski
- Pilosella pseudofidalgoana Mateo & Egido
- Pilosella pseudogalliciana Mateo
- Pilosella pseudogudarica Mateo & Egido
- Pilosella pseudolactucella Gottschl.
- Pilosella pseudomaraniana Mateo & Egido
- Pilosella pseudopanticosae Mateo & Egido
- Pilosella pseudopilosella (Ten.) Soják
- Pilosella pseudosulphurea (Touton) Soják
- Pilosella pseudotrichodes (Zahn) Soják
- Pilosella pseudovahlii (de Retz) Mateo
- Pilosella puenteana Mateo & Egido
- Pilosella rhenovulcanica (Gottschl. & Heinrichs) Bomble
- Pilosella rhodopea (Griseb.) Szeląg
- Pilosella ricoana Mateo
- Pilosella rothiana (Wallr.) F.W.Schultz & Sch.Bip. – kosmaczek szczeciniasty
- Pilosella rubra (Peter) Soják – kosmaczek czerwonawy
- Pilosella ruprechtii (Boiss.) P.D.Sell & C.West
- Pilosella sabinopsis (Ganesch. & Zahn) Tupitz.
- Pilosella salernicola (Vetter & Zahn) Soják
- Pilosella samokoviensis (T.Georgiev & Zahn) S.Bräut. & Greuter
- Pilosella saussureoides Arv.-Touv.
- Pilosella scandinavica (Dahlst.) Schljakov
- Pilosella schelkownikovii (Zahn.) Soják
- Pilosella schizosciadia Gottschl.
- Pilosella schneidii (Schack & Zahn) S.Bräut. & Greuter
- Pilosella schultesii (F.W.Schultz) F.W.Schultz & Sch.Bip. ex H.P.Fuchs – kosmaczek Schultesa
- Pilosella sciadogena Gottschl.
- Pilosella sedelmeyeriana (Zahn) S.Bräut. & Greuter
- Pilosella segoviensis Mateo
- Pilosella serbica (F.W.Schultz & Sch.Bip.) Szeląg
- Pilosella setifolia (Touton) S.Bräut. & Greuter
- Pilosella sintenisii (Freyn) Soják
- Pilosella solacolui S.Bräut. & Greuter
- Pilosella soleiroliana (Arv.-Touv. & Briq.) S.Bräut. & Greuter
- Pilosella stenosoma (Nägeli & Peter) Soják – kosmaczek kłaczkowaty
- Pilosella sterrochaetia (Nägeli & Peter) Soják
- Pilosella stoloniflora (Waldst. & Kit.) F.W.Schultz & Sch.Bip. – kosmaczek rudy
- Pilosella subdecolorans (Norrl.) S.Bräut. & Greuter
- Pilosella subgudarica Mateo & Egido
- Pilosella subrubens (Arv.-Touv.) Zahn
- Pilosella substoloniflora (Peter) Soják
- Pilosella subtardans (Nägeli & Peter) Soják
- Pilosella subulatissima (Zahn) Mateo
- Pilosella sulphurea (Döll) F.W.Schultz & Sch.Bip. – kosmaczek siarkowy
- Pilosella tambovica Sennikov
- Pilosella tardiuscula (Peter) Soják
- Pilosella tardogaliciana Mateo & Egido
- Pilosella tendina (Nägeli & Peter) Soják
- Pilosella tephrocephala (Vuk.) Soják
- Pilosella tephrochlorella (Ganesch. & Zahn) Tupitz.
- Pilosella tephrodes (Nägeli & Peter) S.Bräut. & Greuter
- Pilosella tephroglauca (Nägeli & Peter) Soják
- Pilosella tephrophyton (Oborný & Zahn) Soják
- Pilosella tinctilingua (Zahn) Soják
- Pilosella tjumentzevii (Serg. & Üksip) Tupitz.
- Pilosella transbotnica (Norrl.) T.Tyler
- Pilosella tremedalis Mateo
- Pilosella tricholepia (Nägeli & Peter) Dostál
- Pilosella trigenes (Peter) Soják
- Pilosella triplex (Peter) Soják
- Pilosella tubulascens Norrl.
- Pilosella turolensis Mateo
- Pilosella ullepitschii (Błocki) Szeląg – kosmaczek bródkowaty
- Pilosella unamunoi (C.Vicioso) Mateo
- Pilosella universitatis Mateo & Egido
- Pilosella vahlii (Froel.) F.W.Schultz & Sch.Bip.
- Pilosella vansoestii (de Retz) Mateo
- Pilosella variifurca (Zahn) Gottschl.
- Pilosella velutina (Hegetschw.) F.W.Schultz & Sch.Bip.
- Pilosella verruculata (Link) Soják
- Pilosella viridifolia (Peter) Holub
- Pilosella visianii F.W.Schultz & Sch.Bip.
- Pilosella walteri-langii (Gottschl.) S.Bräut. & Greuter
- Pilosella willingorum Gottschl.
- Pilosella wolgensis (Zahn) Soják
- Pilosella woronowiana (Zahn) Soják
- Pilosella xilocae Mateo
- Pilosella ziziana (Tausch) F.W.Schultz & Sch.Bip. – kosmaczek Ziza